# Peter Seeberg
Peter Ejnar Lauritzen Seeberg (Skrydstrup, 22 juni 1925 – 8 januari 1999) was een Deens modernistisch schrijver. Hij is opgenomen in de officiële Deense literaire canon. Wat thematiek betreft was hij in het bijzonder geïnteresseerd in de maatschappelijke randgevallen en het existentialisme, geïnspireerd door de Franse vertegenwoordigers van deze stroming. Zijn schrijverschap werd gekenmerkt door een sterk bewustzijn van de menselijke vervreemding, zoals kenmerkend is voor het existentialisme. Het verschijnen van Seeberg’s debuut, de karakteristieke roman Bipersonerne (1956), viel samen met de doorbraak van het modernisme in de Deense literatuur van de jaren vijftig.
Als jong dichter, in 1961, karakteriseerde Peter Seeberg zijn oeuvre als “klein en Spartaans van karakter, met weinig motieven, maar wel meer dan dat ene – egocentrisme als de basis – namelijk de wil om een bodem te vinden in het bodemloze.
Tot zijn inspiratiebronnen behoorden Ludwig Wittgenstein, Albert Camus, Friedrich Nietzsche, Søren Kierkegaard, Friedrich Hegel en Martin Heidegger, naast de moderne atheïstische existentialisten zoals Jean-Paul Sartre. Jonas Holst heeft laten zien, dat de existentiële filosofie een belangrijke rol speelde in Seeberg’s boeken.

## Leven
Zijn vader was de leraar en schrijver Christian Petersen Seeberg (1893-1937) en zijn moeder Karen Kirstine Kjær (1887-1957). Op 11 oktober 1952 trouwde hij in Kopenhagen met maatschappelijk adviseuse en tekenaarster Hanne Ellen Ludvigsen (1933-2010). Hij werd leerling aan de Haderslev Katedralskole in 1943 en studeerde in 1951 aan de Københavns Universitet af in de vergelijkende literatuurwetenschappen, met speciale aandacht voor Nietzsche.
Naast het schrijven was hij van 1960 tot 1993 museuminspecteur van het Viborg Stiftsmuseum. 
Peter Seeberg ligt begraven op het Rømø Kirkegård. Op de grafsteen staat geschreven:
Jeg ønsker vel blot
at være én af dem
der kommer ud af skovbrynet
og bag markerne ser byen og fjorden
og hører stemmer tale

## Beknopte bibliografie
- Bipersonerne (1956)
- Fugls føde (1957)
- Eftersøgningen og andre noveller (1962)
- Hyrder (1970)
- Ferai (1970)
- Dinosaurusens sene eftermiddag (1974)
- Argumenter for benådning (1976)
- Ved havet (1978)
- Om fjorten dage (1981)
- Uden et navn (1985)
- Roland kommer til verden (1986)
- Den sovende dreng (1988)
- Frosten hjælper (1989)
- Rejsen til Ribe (1990)
- Oh, at være kænguru (1995)
- Vingeslag - og andre noveller (1985)
- Min personlige tigerhun, Maja (1997)
- Halvdelen af natten (1997)

- Bibsys: 90087512
- Biblioteca Nacional de España: XX4865638
- Bibliothèque nationale de France: cb120545820 (data)
- CiNii: DA11761392
- Gemeinsame Normdatei: 121917665
- International Standard Name Identifier: 0000 0001 2281 2884
- Library of Congress Control Number: n79109261
- Nationale Bibliotheek van Letland: 000240899
- Nationale Bibliotheek van Israël: 987007409304505171
- Nationale en Universitaire bibliotheek Zagreb: 000003524
- Nederlandse Thesaurus van Auteursnamen: 070264937
- LIBRIS: 224079
- Système universitaire de documentation: 02878054X
- Virtual International Authority File: 68949000
- WorldCat: E39PBJmhM7M8thTRPhWFMBh4MP